# Alkanna sieheana
Alkanna sieheana là loài thực vật có hoa trong họ Mồ hôi. Loài này được Rech.f. mô tả khoa học đầu tiên năm 1947.